# آیا کامیکاوا
آیا کامیکاوا (ژاپنی: 上川あや؛ زادهٔ ۲۵ ژانویهٔ ۱۹۶۸) سیاست‌مدار اهل ژاپن است. او در سال ۲۰۰۳ میلادی به نخستین فرد آشکارا تراجنسیتی تبدیل شد که در یک انتخابات در ژاپن انتخاب گردید. کامیکاوا موفق شد از میان ۷۲ نامزد، ششم شود و برای یک دورهٔ چهارساله به مجلس منطقهٔ ستاگایا، توکیو راه یابد. او در زمان ثبت نام برای انتخابات جای «جنسیت» را در فرم خالی گذاشته بود. با این وجود دولت ژاپن اعلام کرد که او را به‌طور رسمی مرد در نظر خواهد گرفت. به‌گفتهٔ کامیکاوا، قصد او کار کردن به‌عنوان یک زن است. هدف او بهبود حقوق زنان، کودکان، سالمندان، افراد ناتوان، و زنان و مردان همجنس‌گرا، دوجنس‌گرا، و تراجنسی (دگرباشان) بوده است.
کامیکاوا در آوریل ۲۰۰۷ باز هم در انتخابات پیروز شد و توانست به جایگاه دوم در میان ۷۱ نامزد دست یابد.